# Hořkost (film)
Hořkost (v anglickém originále Heartburn) je americká filmová komedie z roku 1986. Režisérem filmu je Mike Nichols. Hlavní role ve filmu ztvárnili Meryl Streep, Jack Nicholson, Stockard Channing, Jeff Daniels a Miloš Forman.

## Obsazení
| Meryl Streep      | Rachel Samstat |
| Jack Nicholson    | Mark Forman    |
| Stockard Channing | Julie Siegel   |
| Jeff Daniels      | Richard        |
| Miloš Forman      | Dmitri         |
| Steven Hill       | Harry Samstat  |
| Catherine O’Hara  | Betty          |
| Mamie Gummer      | Annie          |
| Maureen Stapleton | Vera           |
| Kevin Spacey      | šéf v metru    |